# (35055) 1984 RB
(35055) 1984 RB est un objet de la ceinture principale d'astéroïdes intérieure de 1,515 km de diamètre découvert en 1984.

## Description
(35055) 1984 RB a été découvert le 2 septembre 1984 à l'observatoire Palomar, situé au nord de San Diego en Californie, par Eleanor Francis Helin.

### Caractéristiques orbitales
L'orbite de cet astéroïde est caractérisée par un demi-grand axe de 1,94 ua, un périhélie de 1,75 ua, une excentricité de 0,010 et une inclinaison de 23,36° par rapport à l'écliptique. Du fait de ces caractéristiques, à savoir un demi-grand axe inférieur à 2 ua et un périhélie supérieur à 1,666 ua, il est classé, selon la JPL Small-Body Database, objet de la ceinture principale d'astéroïdes intérieure.

### Caractéristiques physiques
(35055) 1984 RB a une magnitude absolue (H) de 14,7 et un albédo estimé à 0,829, ce qui permet de calculer un diamètre de 1,515 km. Ces résultats ont été obtenus grâce aux observations du Wide-Field Infrared Survey Explorer (WISE), un télescope spatial américain mis en orbite en 2009 et observant l'ensemble du ciel dans l'infrarouge, et publiés en 2011 dans un article présentant les premiers résultats concernant les astéroïdes de la ceinture principale.